# トーマス・セイヴァリ
トーマス・セイヴァリ（英: Thomas Savery、1650年頃 - 1715年）は、イギリスの発明家、技術者、軍人。商業的に使用された最初の蒸気機関を発明したことで知られている。

## 生涯

### 生い立ち
トマス・セイヴァリは、イングランド南西部のデヴォン州、モッドベリー(Modbury)近郊のマナー・ハウス（荘園領主の邸宅）、シルストン(Shilston)で生まれた。
軍事技術者の専門教育を受け、順当なコースで Trench-masterとなったこと、後年、海軍省傷病者委員会(the commissioners for recovering the sick and wounded)に属していたこと以外、あまり知られていない。
彼はキャプテン・セイヴァリとよばれていた。キャプテンの呼称については、海軍の大佐(Captain)であったとの説、当時のコーンウォールの鉱夫の間では技術者はキャプテンと呼ばれていたとの説などがある
。当時の軍隊では、技術者の役割はあまり重要視されていなかった。しかし、彼は機械に関する興味が高じて、物理的な知識を身につけ、自由に使える時間を種々の機械の実験に費やすようになった。

### 種々の発明
セイヴァリは、1696年に板ガラスや大理石などを磨く機械の特許を取得した。同じ頃、船舶推進法に関する論文(Navigation Improved)を発表した。その論文にはキャプスタン(錨巻上機)で回す外輪(paddle-wheels)も含まれており、イギリス海軍へその採用を提案した。しかし、海軍調査官、エドムンド・ダンマー(Edmund Dummer) の否定的な意見に従って、海軍本部で不採用とされた。

### "火の機関"の発明
セイヴァリは鉱山地帯の近郊で育ったという環境もあって、当時の鉱山で排水が大きな課題となっており、鉱夫らが大きな危険と困難に遭遇していることをよく知っていた。このために蒸気の力を用いることを考え、そのために多くの実験をした。
彼は、十分な設計をもとに"火の機関(Fire Engine)" と称する蒸気機関（揚水ポンプ）の模型を製作した。
1698年にハンプトン・コート宮殿で、国王ウィリアム3世を前に実演し、その成果もあって、同1698年7月25日にその特許が認められた。また、翌年にはそれを王立協会で実演して好評を得た。1702年にその解説書『鉱夫の友；または火で揚水する機械』を出版し、約束していた国王へも献本された。セイヴァリは、その中で機関の構造や操作方法をこと細かく説明した後、応用できる用途として次を列挙している。
1. 全種類の水車を回すための揚水
2. 宮殿や紳士の館の給水および防火
3. 都市や町への給水
4. 沼地や湿地の排水
5. 船舶
6. 鉱山の排水および水没防御

セイヴァリの特許は「火力によって揚水する装置」
という極めて広いものであったため、これ以降のイギリスの蒸気機関開発に大きな影響を与えた。その有効期限は当初14年であったが、取得翌年の1699年に21年の延長が認められ，1733年まで有効となった。後の1712年に、トマス・ニューコメンがより進んだ蒸気機関を開発したが、セイヴァリの特許を使用しなければならなかった。
この蒸気機関は、レシーバーと称する容器内の水を直接蒸気で押し出し、その凝縮による真空で新たな水を吸い上げるという動作を繰り返すことにより、揚水するものであった。この装置自体は原理的にも技術的にも未熟であり、損失が大きいのに加え、当時の技術水準では高圧に伴う破裂の危険を常に抱えていた。さらに，鉱山で使用するには、坑道の深い位置に設置せねばならず、故障や事故時には水没して補修・回復が困難となった。

### セイヴァリ機関の建造
セイヴァリ機関は、コーンウォール州の鉱山地帯で数台建造された。
最初のものはヘルストンから数 km 離れたブレッジ(Breage)の錫鉱山で建造されたものであり、当初は有効に排水を行っていた。しかし、坑道が深くなるにつれ蒸気圧を高くせざるを得なくなり、しばしば破裂事故を起こし、やがてニューコメン機関に取って代わられた。また1705年に、スタッフォード州ウェンズベリ(Wednesbury)近くのブロードウォーターの炭鉱でも、セイヴァリ機関が設置された。ここは、その数年前に急な出水に見舞われて水没していたが、セイヴァリが採用したすべての方法はうまく行かず、結局、排水力を増すために蒸気の圧力を高くして大爆発を起こし、彼は撤退せざるを得なかった。
テムズ川からロンドン西部へ給水する目的で、セイヴァリはヨークビルディングに機関を建造したが、ここでも彼は成功しなかった。揚水量を増すために、すべての部分を2倍の大きさにしたが、そのために多くの不具合が生じ、一つのミスが装置全体を動かなくした。彼が初期の比較的小型で単純な機関で得た信用は、後半の機関により失われていった。
結果としてセイヴァリ機関の用途は、噴水への水供給、紳士の邸への給水、および上掛け水車を動かすための揚水に限定されていた。セイヴァリ機関を改良する種々の試みが、ベンジャミン・ブラッドリー(Bradley)、ドゥニー・パパン、ジョン・デサグリエなどによりなされたが、根本的な改良は、ニューコメンの機関が現れるまでなされなかった。

### その後
セイヴァリのその後の生涯については、多くは知られていない。書籍に書き込まれたメモの中に、"トマス・セイヴァリ、技術士官(Engineering officer),1702-14." との記載がある。
1702年にスペイン王位継承戦争時に海軍省に傷病者委員会が設置されていたが、1705年にその収入役が死去し、セイヴァリがその後任の職を得た。同じ年、王立協会のフェローにもなった。
この頃、セイヴァリは彼自身の機関を鉱山に設置するのを諦めたとされ、他方では、ダートマスで別の蒸気機関の開発を行なっていたニューコメンに会い、セイヴァリの特許のもとで機関を開発するよう同意を得たとされている。
スペイン王位継承戦争が終わり、1713年にセイヴァリは委員会の職を解かれ、2年後の1715年5月15日に死去した。彼の死後その特許権を、ジョイント・ストック・カンパニー 「火による揚水の発明の所有者団(Proprietors of the Invention for Raising Water by Fire)」 が、未亡人を介して取得した。
ニューコメン機関は1712年以降、「セイヴァリ機関」として英国とヨーロッパ大陸に普及したが、この会社は、ニューコメンが死去した4年後の 1733 年まで、全てのニューコメン機関の建造と運転にかかわる特許権を行使した。

## 発明

### 外輪船

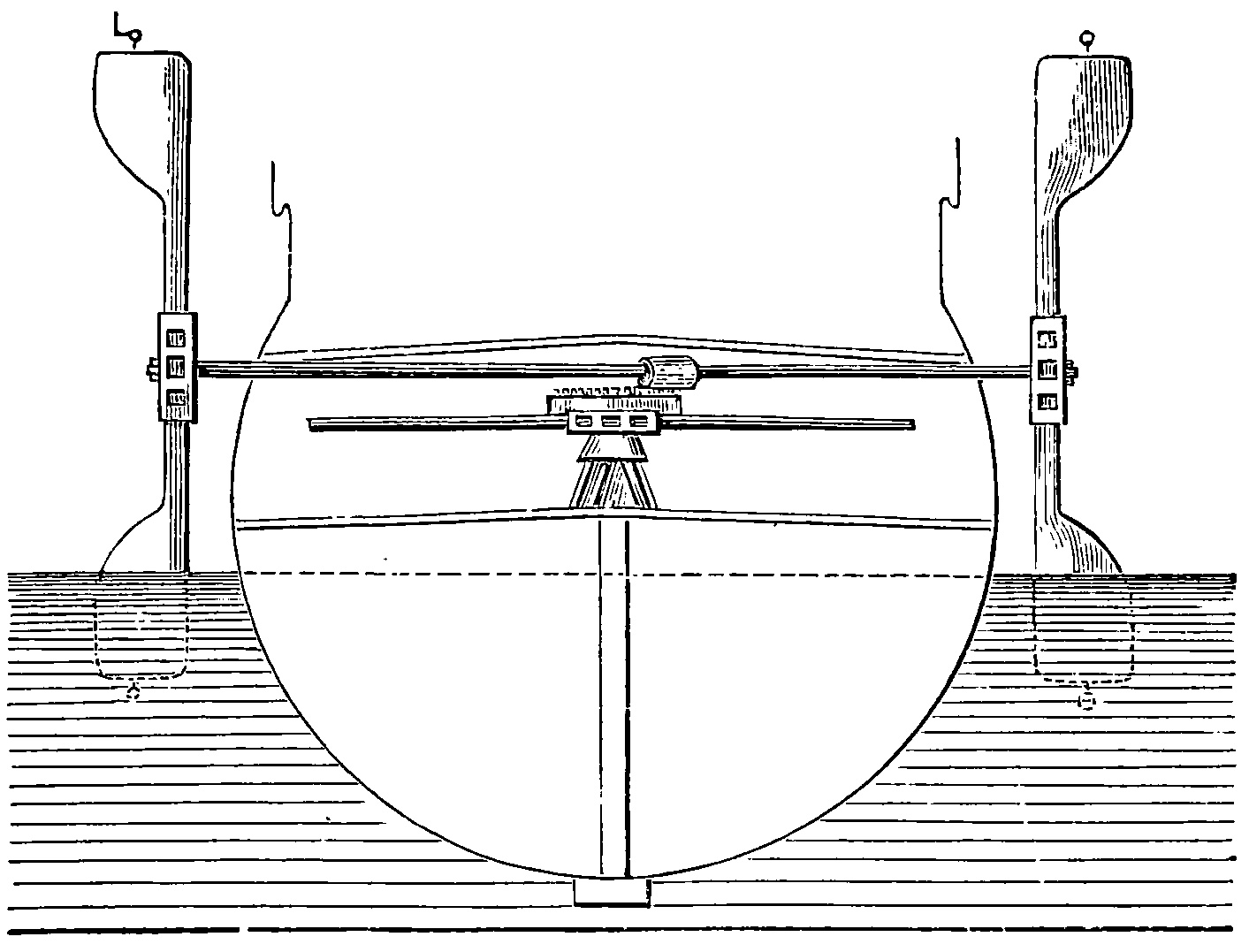
セイヴァリのパドル・ボート

セイヴァリは、無風時の海戦での経験をもとに、舷側にパドル（櫂）を放射状に取り付けた車輪を回して推進する船（後世の外輪船）を考案した
。その採用を海軍本部に提案したが、採用されなかった。彼は冷遇されたことにひどく立腹したとされ、その後、小さいボートに小型の装置を取り付けて、テムズ川で実演した。そのボートの断面図を右に示す。
彼自身が述べたところでは、8名の乗員がキャプスタンを回してボートを動かし、全セールを開いたケッチ（2本マストの帆船）やその他の船を追い越した。観衆はその装置が有用であると賞賛し、新聞はそれを大きく取り上げた、とのことであった。彼はその製作に、既に当時の200ポンドを出費しており、それ以降、外輪船を諦めている。S.スマイルズは、当時の大きな軍艦を扱うには、人力に頼っている限り実用性は疑わしかったであろうと評している。

### セイヴァリの蒸気機関

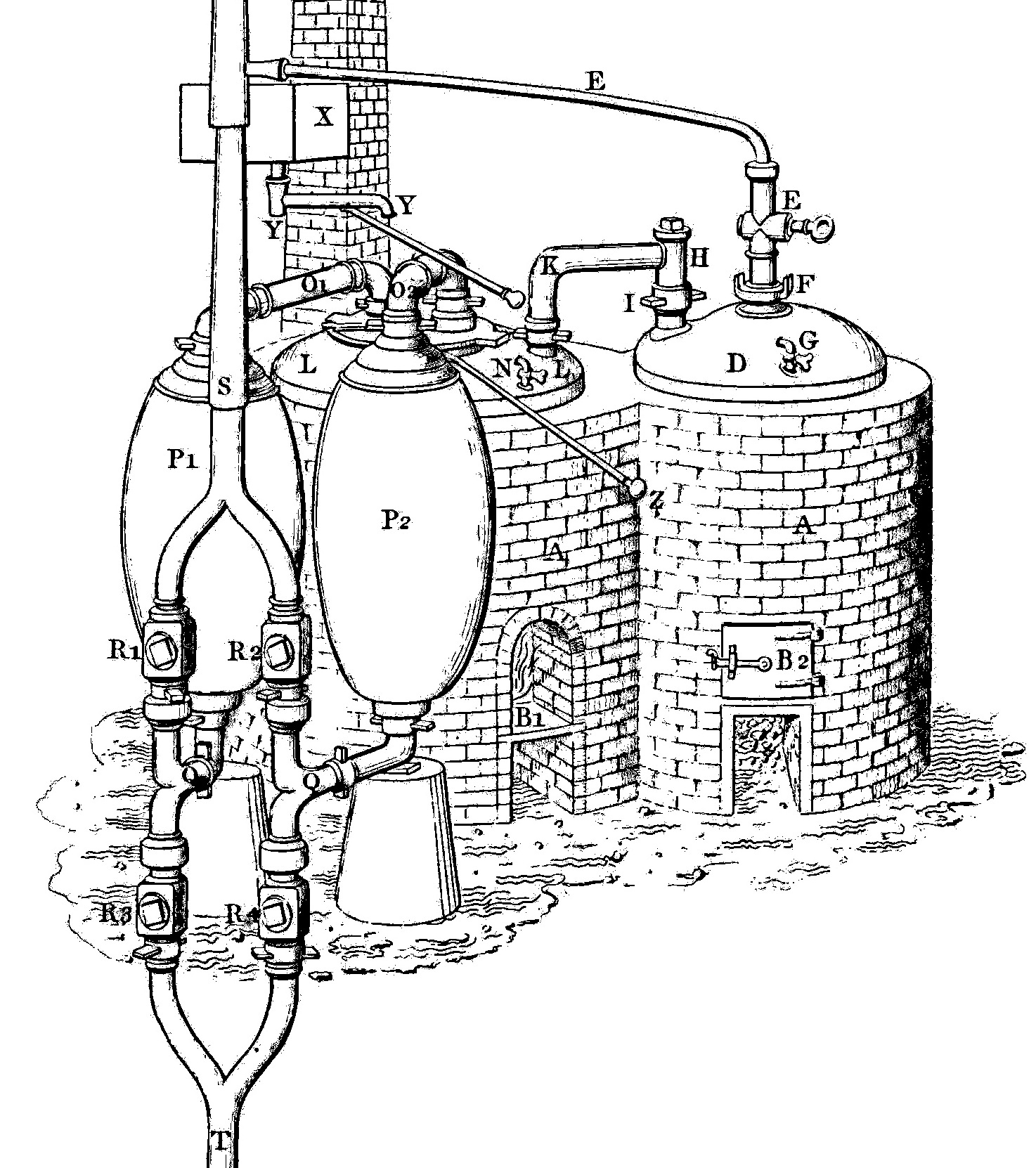
"火の機関" 外観

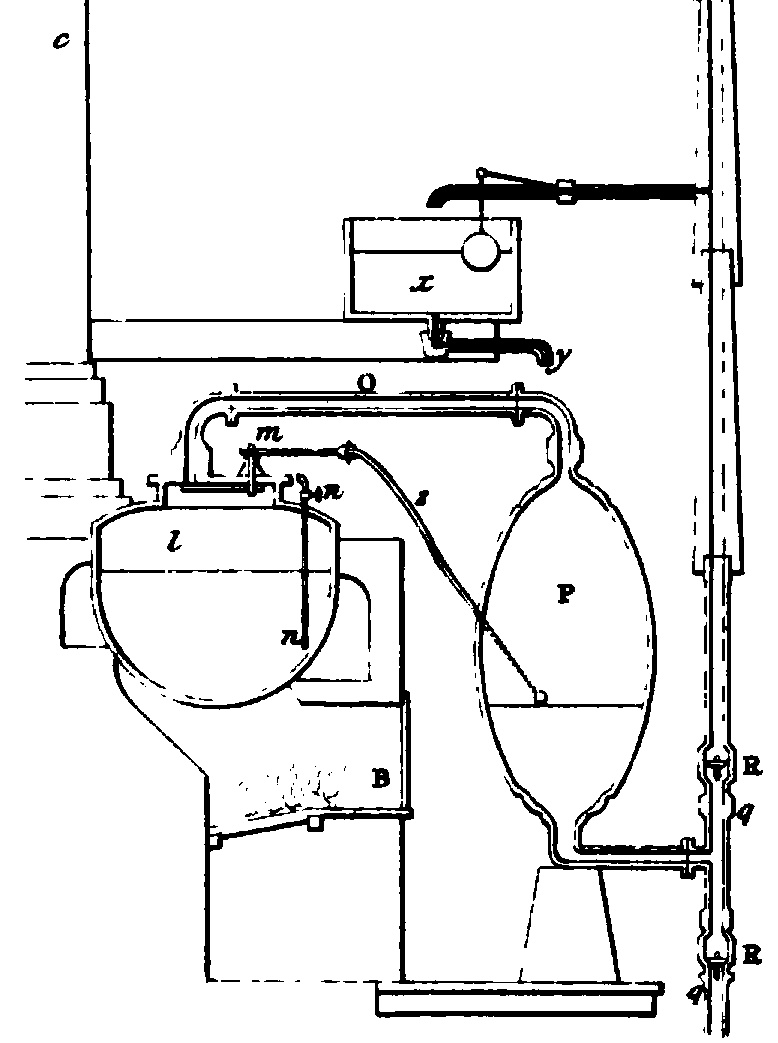
"火の機関" 断面

セイヴァリが"鉱夫の友"で解説している蒸気機関の外観と断面を右に示す。
機関は主に、炉 A を含むボイラ L、蒸気で水を出し入れする二つのレシーバー P、それに繋がる吸い込み管 T と吐き出し管 S 、レシーバーに冷水をかけるための水槽 X と蛇口管 Y 、などで構成されていた。その原理は、レシーバー内に溜まっている水を蒸気の圧力（当時は「弾性」とよばれた）により、吐き出し管へ排出し、レシーバーを冷水で外部より冷却することにより、蒸気を凝縮させ、吸い込み管から低所の水を吸い上げ（大気の「弾性」で押し上げ）、この動作を繰り返すことにより揚水する。
同書に記載されているその他の構造上の特徴では、
1. ボイラ水を補給する間でも機関の運転を継続することができるように、主ボイラ L に加えて補助ボイラ D を備えている。
2. それらのボイラには、長短 2 本の管 G N を組み合わせた水面位置検出器(水面計の機能)がある。
3. 補助ボイラには吐き出し管途中から冷水を導く管 E が繋がり、主ボイラの水面が低くなると補助ボイラから熱水を給水する。
4. 主ボイラからレシーバーに繋がる 2 本の蒸気管 O1 O2 の入口に調節器(切換え弁)があり、ハンドル Z で操作する。
5. レシーバーにかける冷水は、吐き出し管からフロート弁を介して水槽 X へ取り出し、コックのついた蛇口管をレバーで操作して、どちらかのレシーバーに冷水をかける。
6. レシーバーに繋がる吸い込み管と吐き出し管には4個の逆止弁 R があり、水圧と自重で開閉して逆流を防ぐ。ねじ式の栓を外せば、保守のために弁を取り出すことができる。

等の工夫がある。
その操作および動作は以下のようになる。
1. 補助ボイラを満水にし、主ボイラに全体の 2/3 の水を入れて、加熱して蒸気を発生させる。
2. レバー Z を操作してレシーバー P1 に蒸気を送り、中の空気をすべて追い出す。吐出し弁 R1 が カタカタ と音を立て、吐き出し管が熱くなれば、空気が追い出されたことが分かる。
3. レバー Z を切り替えて、蒸気を レシーバー P2 に送って、同様に空気を追い出す。この間、蛇口管 Y のレバーを操作して、最初のレシーバー P1 に冷水をかけて蒸気を凝縮すると、吸い込み管から水が入ってきて P1 を満たす。レシーバー外面が冷たくなることから、水が入ったことが分かる。
4. レバー Z を操作して、レシーバー P1 に蒸気を送り、中の水を蒸気で吐き出し管へ押し出す。蒸気が水に打ち勝つためには時間を要するが、やがて蒸気が勝って、レシーバーの外面が乾いて熱くなり、水が排出されたことが分かる。この間、蛇口管 Y のレバーを操作して、他方のレシーバー P2 に冷水をかける。
5. この操作を双方のレシーバーで繰り返して、滑らかに水をくみ上げることができる。

当時、鉱山の排水のために、似たような多くの方式が既に持ち込まれて失敗していたので、鉱山の関係者は、新しいプロジェクトを疑いの目で見るようになっていた。セイヴァリは"鉱夫の友"の中で、彼の "火の機関" は単なるプロジェクトでなく、真に実用的な機関であることを説得するために、誰にでもわかるように懇切丁寧に説明している。また、13から14 歳の少年でも、数日の教育を完了すれば、運転することができると強調している。
セイヴァリより36年前の1662年に、ウスター侯爵エドワード・サマセットが種々のアイデアを発表した本の中に、セイヴァリの蒸気機関とよく似たアイデアが掲載されており、セイヴァリ機関はその剽窃であるとの説もある。しかし、ウスター侯爵は蒸気の圧力で水を排出するだけで、凝縮を用いて吸引する案は持っていなかったし、何よりも、実動する機関を作ることは、全くできていなかった。
セイヴァリは、パパンの蒸気機関をヒントにしたと述べているが、セイヴァリは、パパンと異なって、ピストンとシリンダーを採用せず、また大気圧以上の蒸気の圧力を利用した。後世から見ると、ボイラを別個に設けたことを除くと、原理的にはパパンの方式が優れていたが、機関の完成度はセイヴァリの方が高く、パパンもその後、セイヴァリの方式と類似の模型を製作した。その後に開発されたニューコメン機関が、結果的に両者の利点を引き継いだ。
セイヴァリの蒸気機関には、重大な問題がいくつか存在していた。
1. 蒸気でレシーバーの水を排出して揚水するときに高圧の蒸気を必要とするが，ロウ付けした継ぎ手が高圧蒸気に耐えられず，頻繁に補修が必要であり，また，ボイラ爆発の危険と隣り合わせであった。
2. ポンプは，くみ上げる水位面より約30フィート(9.1m)以上の高い位置に設置することができない。セイヴァリの蒸気機関はポンプと一体であるため，この機関全体を坑道の深い位置に設置する必要があった。さらに，故障時には水没して、自力では回復できなかった。
3. 高圧にさえできれば、ポンプから地表までの揚水高さには理論上の制限はないが，実際の安全性の面からは，中低圧のポンプを直列につなぐ方が好ましかった。
4. 蒸気がレシーバー内に入れられるたびに，揚水する水とレシーバー容器の加熱のために熱の大半が失われていた。

セイヴァリ自身による改良の記録は残っていないが、その後何人かの人々により、これらの欠点が部分的に改良された。

### セイヴァリ機関の改良

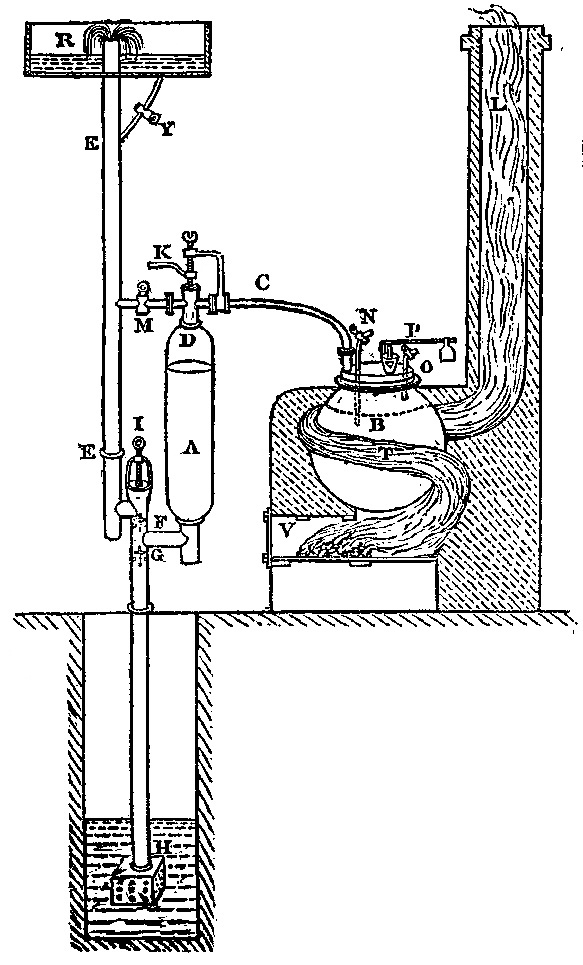
デサグリエによるセイヴァリ機関の改良

1718年に ジョン・デサグリエ は、セイヴァリ方式を改良した機関を作った。
彼は、セイヴァリ機関では、レシーバー内の冷水を蒸気で押す時に大量に凝縮して、大きな無駄が生じていることを突き止め、ボイラの圧力の低下を抑えて、水の排出に要する時間を短くする工夫を行った。レシーバーを一個だけとし、さらにボイラとレシーバーの最適な容積比を求めた。
また蒸気を凝縮するための冷水を、レシーバーの外面でなく、レシーバーの内の蒸気中へ直接噴射するように改良した
。
安全弁は既にパパンにより発明されていたが、セイヴァリは用いようとせず、セイヴァリ機関は破裂事故をたびたび起こしていた。
デサグリエは、ボイラに安全弁を取り付けた。デサグリエによる改良機関を右図に示す。
1. 銅製の円筒形レシーバー A： 底部は吸い込み･吐き出し管の弁 F と G の間に繋がり、頂部は蒸気コック D K により蒸気管 C と噴射コック M に繋がる。
2. 銅製の球形ボイラ B：レシーバーの容積の5倍以上の容積が必要。火炎がボイラを取り囲むように流れる。ボイラ頂部の銅カバーには水面計ゲージ N O、安全弁 P がある。
3. 蒸気コック D とハンドル K: ハンドルを C の方向へ回すと蒸気が入り、M の方向へ回すと 蒸気を止めて M から冷水が入る。両者の中間ではどちらも遮断される。
4. 弁 F G : 上方の栓 I のネジを外して容易に取り出して検査できる。

デサグリエは1718年以降に、これらの改良機関を7台建造した。その中には、ロシア帝国のピョートル1世のために建造したものも含まれており、いずれも、庭園等への給水用のものであった。彼は、揚程を高くすることも吐出し量を大きくすることもしようとはしなかった。当時普及し始めていたニューコメン機関と比較すると、小規模な用途では、改良したセイヴァリ機関の方が適していると述べている。

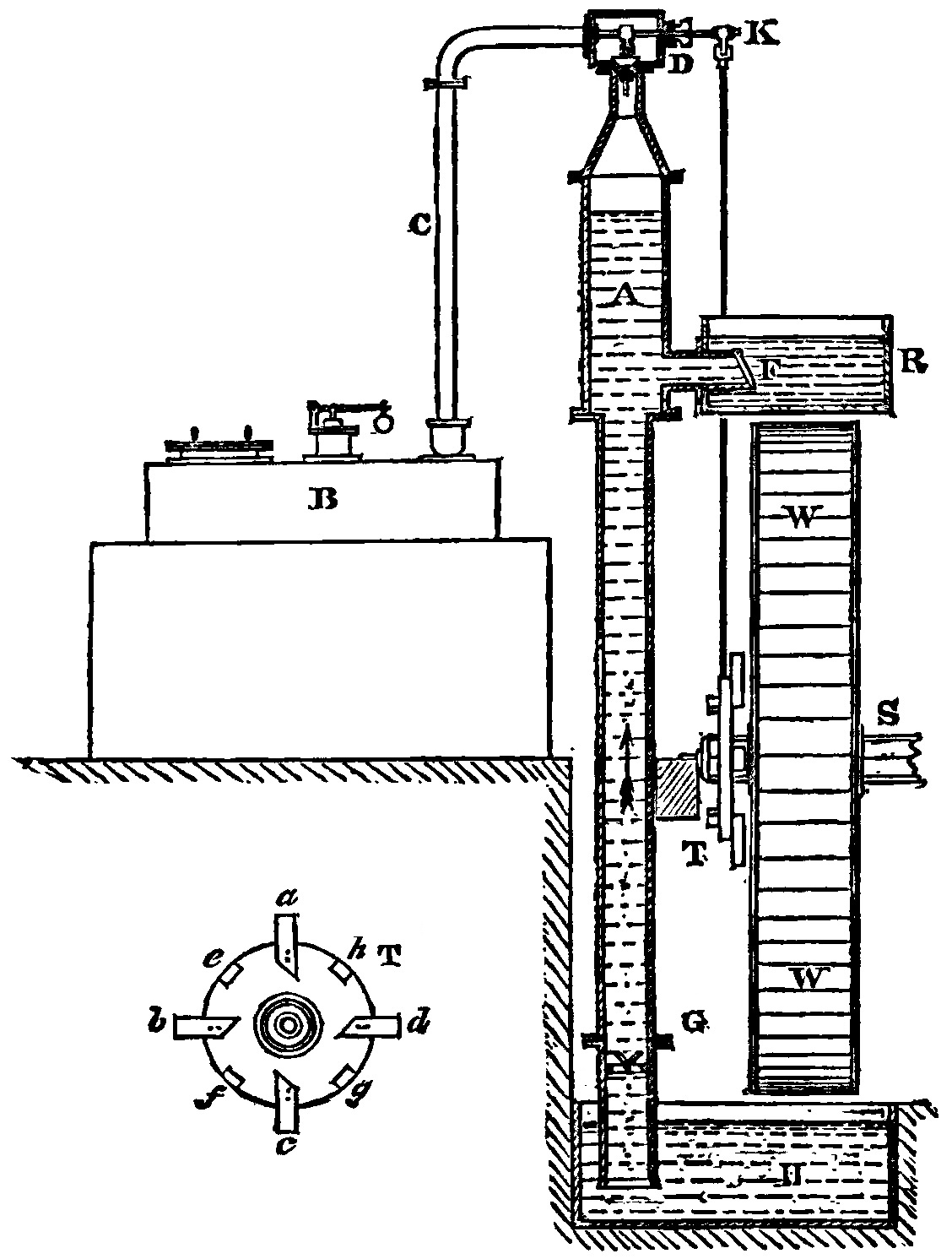
セイヴァリ機関と水車の組み合わせ

セイヴァリ機関の中には、水車と組み合わせて、水量の得られない場所での動力源として用いられたものもあった。この場合は、水車の回転で機関の弁操作を自動化することが容易であり、当時のランカシャーのマンチェスターや他の場所で、初期の大規模工場や綿花工場機械設備を動かすために建造されて、何年も使用され続けた。
右図は、Joshua Rigley がロンドンの Mr. Kier の大規模工場で、旋盤などを回すために建造した機関の中央断面図を示す。その構造と動作の概略は次のようになる。
1. B はボイラで、水槽 R に繋がる管(図略)から給水し、ボイラ内のフロートと弁で、ボイラの水位を一定に保つ。
2. 蒸気は管 C によりレシーバー上部のボックス D に送られ、弁が開けば円筒形のレシーバー  A に入る。弁は軸 K と T を介して水車 W の回転で開閉される。
3. レシーバー上部には冷水を噴射するノズルがあり、水車の木の車 T で駆動されるブランジャーポンプで冷水を噴射する(図略)。
4. レシーバー A は下部水槽 H から水を吸い上げ、上部水槽 R へ重力で排水する。水は上部水槽の水門を通って水車 W のバケットの中へ流れて水車を動かす。バケットを出た水は、再び下部水槽へ落ちる。水が循環して水温が上がるのを抑えるための巧妙な工夫(図略)もされている。
5. 水車の軸 S の端に取り付けた木の車 T のクリート a b c d により蒸気弁 D を開閉し、ブロック e f g h によりシリンダ内への水噴射を制御する。

このような機関は、石炭が安価に手に入る所では有効に使用された。